# Ziemniak wyszoborski
Ziemniak wyszoborski – kultywar ziemniaka (Solanum tuberosum), a także regionalny produkt rolniczy, charakterystyczny dla powiatu koszalińskiego. 28 marca 2014 wpisany na polską listę produktów tradycyjnych.

## Historia i produkcja
Przed 1939 istniała w Wyszoborze Stacja Hodowli Ziemniaka (niem. Kartoffelversuchstazion in Wisbuhr). Prowadziła ją rodzina Raddatzów. Osiągnięto tutaj bardzo dobre wyniki uprawowe. Po 1945 gospodarstwo przeszło w ręce polskie i kontynuowano w nim rozpoczęte wcześniej prace nad odmianami ziemniaków, w tym m.in. „wyszoborskim”. Doświadczenia nadzorowali prof. Kazimierz Roguski i dr Stanisław Lipiński. W 1954 prace doświadczalne ukończono i ziemniak wyszoborski wszedł do powszechnej uprawy na terenie całej Polski (należał do najpopularniejszych odmian w polskim nasiennictwie). Zyskał status odmiany uniwersalnej. Figurował w Rejestrze Odmian Oryginalnych od 1955 do 1978. Potem skreślono go z uwagi na ekspansję nowszych kultywarów. Jego uprawa zaczęła zanikać, ale zachował się materiał genetyczny przechowywany w Zakładzie Materiału Genetycznego w Boninie (Zakład Nasiennictwa i Ochrony Ziemniaka IHAR).
W latach 2004–2006 wyszoborskie koło Krajowego Stowarzyszenia Kobiet Wiejskich było beneficjentem dwóch projektów Unii Europejskiej, mających na celu odtworzenie odmiany, co zakończyło się sukcesem. Ziemniak jest obecnie uprawiany na terenie powiatu koszalińskiego i serwowany na festynach, jarmarkach czy targach. Można z niego robić placki ziemniaczane, pierogi, nadaje się do sałatek czy wypieku chleba wyszoborskiego z ziemniakami.
W 1966 na bazie ziemniaka wyszoborskiego wyhodowano odmianę „warta”.

## Charakterystyka produktu
Ziemniak wyszoborski ma dosyć regularny, owalny, lekko spłaszczony kształt bulwy ze średnio-płytkimi oczkami. Wielkość bulw jest średnia na tle innych kultywarów. Skórka jest jasna, a miąższ jasnożółty. Bulwy w stanie surowym są twarde, a skórka lekko chropowata.